# Maria Elmquist
Maria Birgitta Viktoria Elmquist, född Backman 16 juli 1975 i Linköpings domkyrkoförsamling, Östergötlands län, är en svensk professor inom innovationsledning. Hon var prefekt för institutionen Teknikens ekonomi och organisation på Chalmers tekniska högskola i Göteborg 2015-2022.  
Maria Elmquist forskar om innovationsledning i etablerade organisationer, med ett speciellt intresse för designmetoder, organisering av R&D-processer och organisatorisk förändring. Hon använder kvalitativa metoder (intervjuer, observationer, interaktionsforskning) och är van vid att arbeta med industriella partners (enligt en kollaborativ forskningsansats) där målsättningen är att skapa kunskap som är relevant för både akademiker och praktiker. Hennes forskning är bland annat publicerad i Research Policy, R&D Management och Creativity and Innovation Management.

## Biografi
Maria Elmquist avlade kandidatexamen i franska och organisationspsykologi vid Göteborgs universitet år 2000 och civilingenjörsexamen inom industriell ekonomi vid Chalmers tekniska högskola år 2001. Åren 2003-2007 doktorerade hon på Chalmers tekniska högskola på avdelningen Project management och FENIX Centre for Innovations in Management. År 2007 disputerade hon med doktorsavhandlingen Enabling innovation: Exploring the prerequisities for innovative concepts in R&D.
Efter sin doktorsexamen gjorde Maria Elmquist en post doc i Paris på Centre de Gestion Scientifique (CGS), École des Mines de Paris (numera Mines ParisTech) och sedan dess är hon affilierad forskare där. År 2008 började hon arbeta som forskarassistent på avdelningen för Projektledning på Chalmers tekniska högskola, och var också kopplad till Centre for Business Innovation. År 2010 blev hon docent på avdelningen Innovation management,  2014 blev hon biträdande professor och 2021 fick hon en full professur. Åren 2015–2022 var hon också  prefekt för institutionen Teknikens ekonomi och organisation.

## Priser och utmärkelser
- Jan Wallanderstipendiat 2008

### Artiklar i urval
- Working with concepts in the fuzzy front end: exploring the context for innovation for different types of concepts at Volvo Cars, tillsammans med Sofia Börjesson och Sten Setterberg. R&D Management. (2007) [5]
- The value of a failed R&D project: emerging evaluation criteria for innovation projects, tillsammans med Le Masson P. R&D Management. (2009) [6]
- Developing Innovation Capabilities: A Longitudinal Study of a Project at Volvo Cars, tillsammans med Sofia Börjesson. Creativity and Innovation Management. (2011) [7]